# Kuang (Yangquan)
Der Stadtbezirk Kuang (chinesisch 矿区, Pinyin Kuàng Qū – „Minen-Bezirk“) ist ein Stadtbezirk im Verwaltungsgebiet der bezirksfreien Stadt Yangquan in der chinesischen Provinz Shanxi. Er hat eine Fläche von 17,12 km² und zählt ca. 230.691 Einwohner (Stand: Zensus 2020).

## Administrative Gliederung
Auf Gemeindeebene setzt sich der Stadtbezirk aus sechs Straßenvierteln zusammen. 